# Бондевал
Бондевал (фр. Bondeval) насеље је и општина у источној Француској у региону Франш-Конте, у департману Ду која припада префектури Монбелијар.
По подацима из 2011. године у општини је живело 477 становника, а густина насељености је износила 101,92 становника/km². Општина се простире на површини од 4,68 km². Налази се на средњој надморској висини од 483 метара (максималној 560 m, а минималној 378 m).

## Демографија
| 1962. | 1968. | 1975. | 1982. | 1990. | 1999. | 2011. |
| ----- | ----- | ----- | ----- | ----- | ----- | ----- |
| 329   | 332   | 351   | 400   | 411   | 440   | 477   |

График промене броја становника у току последњих година